# Liste der Biografien/Krn
Liste der Biografien |
Portal Biografien |
Personensuche
# |
A |
B |
C |
D |
E |
F |
G |
H |
I |
J |
K |
L |
M |
N |
O |
P |
Q |
R |
S |
T |
U |
V |
W |
X |
Y |
Z |
?
 
Ka |
Kb |
Kc |
Kd |
Ke |
Kf |
Kg |
Kh |
Ki |
Kj |
Kl |
Km |
Kn |
Ko |
Kp |
Kr |
Ks |
Kt |
Ku |
Kv |
Kw |
Ky |
Kx |
Kz
 
Kra |
Krb |
Krc |
Kre |
Krg |
Krh |
Kri |
Krj |
Krk |
Krl |
Krm |
Krn |
Kro |
Krp |
Krs |
Krt |
Kru |
Kry |
Krz
Die Liste der Biografien führt alle Personen auf, die in der deutschsprachigen Wikipedia einen Artikel haben. Dieses ist eine Teilliste mit 13 Einträgen von Personen, deren Namen mit den Buchstaben „Krn“ beginnt.

## Krn

### Krna
- Krnáč, Jozef (* 1977), slowakischer Judoka
- Krnáč, Martin (* 1985), slowakischer Fußballtorhüter
- Krnáčová, Adriana (* 1960), tschechische Politikerin, Oberbürgermeisterin von Prag

### Krnc
- Krncevic, Bozo (* 1976), deutscher Basketballspieler
- Krnčević, Eddie (* 1960), australischer Fußballspieler und -trainer

### Krne
- Krneta, Guy (* 1964), Schweizer Bühnenautor und Schriftsteller

### Krnf
- KRNFX (* 1989), koreanisch-kanadischer Beatboxer, Webvideoproduzent und Sänger

### Krni
- Krnić, Zdenko (1947–2010), serbischer Schachspieler

### Krnj
- Krnjajac, Slavko (* 1980), serbischer Handballspieler
- Krnjević, Krešimir (1927–2021), kanadischer Neurophysiologe
- Krnjic, Julian (* 2000), österreichischer Fußballspieler
- Krnjic, Marcel (* 2002), österreichischer Fußballspieler

### Krnk
- Krnka, Sylvestr (1825–1902), böhmischer Büchsenmacher und Erfinder